# Heinäluoto (ö i Södra Savolax, Nyslott, lat 61,99, long 29,13)
Heinäluoto är en ö i Finland. Den ligger i sjön Suuri Vehkajärvi och i kommunen Nyslott i  landskapet Södra Savolax, i den sydöstra delen av landet, 300 km nordost om huvudstaden Helsingfors. Öns area är 0,2 hektar och dess största längd är 90 meter i sydöst-nordvästlig riktning.